# Silver Mäoma
Silver Mäoma, né le 16 mai 1995 à Tartu, est un coureur cycliste estonien. Il est notamment champion d'Estonie du contre-la-montre chez les élites en 2017.

## Palmarès et résultats

### Palmarès par année
- 2013
  - 3e du championnat d'Estonie du contre-la-montre juniors
- 2014
  - 3e du Grand Prix d'Issoire
- 2015
  -  Champion d'Estonie du contre-la-montre espoirs
  - 3e étape du Tour du Pays Roannais
  - 2e du championnat d'Estonie du contre-la-montre
- 2016
  -  Champion d'Estonie sur route espoirs
  -  Champion d'Estonie du contre-la-montre espoirs
  - Entre Brenne et Montmorillonnais
  - Prologue du Baltic Chain Tour
  - 2e du championnat d'Estonie sur route
  - 2e du championnat d'Estonie du contre-la-montre
  - 3e du Baltic Chain Tour
  - 3e du Grand Prix de Blangy-sur-Bresle
- 2017
  -  Champion d'Estonie du contre-la-montre
  -  Champion d'Estonie du contre-la-montre espoirs
  - 2e du championnat d'Estonie sur route espoirs

### Classements mondiaux
| Année           | 2015 | 2016 | 2017 |
| --------------- | ---- | ---- | ---- |
| UCI Europe Tour | 789e | 358e | 651e |